# Saint-Philbert-du-Peuple
Saint-Philbert-du-Peuple – miejscowość i gmina we Francji, w regionie Kraj Loary, w departamencie Maine i Loara.
Według danych na rok 2010 gminę zamieszkiwało 1313 osób, a gęstość zaludnienia wynosiła 80 osób/km².